# ديميتريوس جراموزيس
ديميتريوس جراموزيس (8 يوليو 1978 بفوبرتال في ألمانيا - ) هو مدرب كرة قدم ولاعب كرة قدم يوناني وألماني في مركز الوسط. شارك مع منتخب اليونان تحت 21 سنة لكرة القدم. أما مع النوادي، فقد لعب مع إيرغوتيليس وروت فايس إيسن ونادي أومونيا ونادي كايزرسلاوترن ونادي كولن ونادي هامبورغ ونادي أوردينغن 05 و1. FC Kaiserslautern II ‏ وPAE Kerkyra ‏ وVfL Bochum II ‏.

## روابط خارجية
- ديميتريوس جراموزيس على موقع قاعدة بيانات كرة القدم.إي يو (الإنجليزية)
- ديميتريوس جراموزيس على موقع بيانات كرة القدم. دي إي (الألمانية)
- ديميتريوس جراموزيس على موقع ليكيب (الفرنسية)
- ديميتريوس جراموزيس على موقع عالم كرة القدم.نت (الإنجليزية)